# 公平貿易雙週
公平貿易雙週（Fairtrade Fortnight）是一項慶祝公平貿易的活動。活動最初是由自由貿易組織在英國發起。如今，公平貿易雙週在許多國家進行，如愛爾蘭、加拿大、澳洲以及紐西蘭。
提升大眾對公平貿易的重視以及宣傳公平貿易商品是公平貿易雙週最主要的目標。
活動通常有：
- Fetes
- 市集
- 公平貿易食物飲料試吃
- 時尚表演

地方政府、民間團體、慈善機構與另類貿易組織（Alternative Trading Organization皆支持贊助這些活動。